# Liz Carolina Jaramillo
Liz Carolina Jaramillo De Miranda (2 de agosto de 1981) es una política venezolana, actualmente diputada suplente de la Asamblea Nacional por el estado Aragua.

## Carrera
Fue electa como diputada suplente por la Asamblea Nacional por el circuito 4 del estado Aragua para el periodo 2016-2021 en las elecciones parlamentarias de 2015, en representación de la Mesa de la Unidad Democrática (MUD). También ha conformado la comisión de legisladores ante el Parlamento del Mercosur (Parlasur). En 2021, se reportó que había sido animada a postularse como candidata a la alcaldía de San Sebastián de Aragua, pero que finalmente habría sido casi imposible para ella competir con los dos candidatos masculinos que se postularon.
Posteriormente, en 2022, fue designada como vicepresidente de la Comisión Permanente de Administración y Servicios para el periodo 2022-2023.

## Vida personal
Durante la pandemia de COVID-19, su madre falleció en marzo de 2021 por complicaciones relacionadas con la enfermedad. Para ese año, era la única hija que se encontraba en el país para cuidar de su padre. Jaramillo es esposa del alcalde del municipio San Sebastián de los Reyes de Aragua, Carlos “Koyak” Miranda.